# Суперкубок Ізраїлю з футболу 1970
Суперкубок Ізраїлю з футболу 1970 — 2-й розіграш турніру (7-й, включаючи неофіційні розіграші). Матч відбувся 20 жовтня 1970 року між чемпіоном і володарем кубка Ізраїлю клубом Маккабі (Тель-Авів) та віце-чемпіоном Ізраїлю клубом Хапоель (Тель-Авів).
| Володар Суперкубка Ізраїлю 1970     |
| ----------------------------------- |
|                                     |
| Хапоель (Тель-Авів) Четвертий титул |

## Матч

### Деталі
| 20 жовтня 1970 |

| Маккабі (Тель-Авів) | 1:2 | Хапоель (Тель-Авів) |
| ------------------- | --- | ------------------- |
| Німні 58'           |     | Салім 26' Хазом 47' |

| Блумфілд, Тель-Авів Глядачів: 10 000 Арбітр: Шмуель Хандверг |

|  |  |

| В                |  | Шимшон Левкович |  |                  |
| З                |  | Менахем Белло   |  |                  |
| З                |  | Єгуда Лінкер    |  |                  |
| З                |  | Майкл Гершовиц  |  |                  |
| З                |  | Авраам Штамберг |  |                  |
| ПЗ               |  | Мейр Німні      |  |                  |
| ПЗ               |  | Моше Асіс (к)   |  |                  |
| ПЗ               |  | Яков Яшвинський |  |                  |
| Н                |  | Езра Озері      |  |                  |
| Н                |  | Дрор Бар-Нур    |  |                  |
| Н                |  | Зві Гейманн     |  |                  |
| Заміни:          |  |                 |  |                  |
| ПЗ               |  | Роні Лурія      |  | Вийшов на заміну |
| ПЗ               |  | Єгуда Гаргір    |  | Вийшов на заміну |
| ПЗ               |  | Ярон Оз         |  | Вийшов на заміну |
| Головний тренер: |  |                 |  |                  |
| Ісраель Халівнер |  |                 |  |                  |

| В                 |  | Авраам Біньямін       |
| З                 |  | Бренер                |
| З                 |  | Нахман Кастро         |
| З                 |  | Яков Рахминович       |
| З                 |  | Шимон Бен Єонатан (к) |
| ПЗ                |  | Єезкель Хазом         |
| ПЗ                |  | Амі Адмоні            |
| ПЗ                |  | Шабі Бен Барух        |
| Н                 |  | Джордж Борба          |
| Н                 |  | Єгошуа Файгенбаум     |
| Н                 |  | Давид Салім           |
| Заміни:           |  |                       |
| ПЗ                |  | Елі Бахар             |
| Н                 |  | Єгошуа Амарілліо      |
| Головний тренер:  |  |                       |
| Рехавія Розенбаум |  |                       |